# Héctor Cúper
Héctor Raúl Cúper (* 16. November 1955 in Santa Fe) ist ein ehemaliger argentinischer Fußballspieler und heutiger -trainer.

## Spieler
Seine Karriere startete er im Jahre 1976 bei Ferro Carril Oeste. 1977 ging er für ein Jahr zu Independiente Rivadavia, anschließend kehrte er zu seinem alten Klub Ferro Carril Oeste zurück.  Mit diesem Verein wurde er 1982 und 1984 argentinischer Meister.
1988 wechselte er zu Club Atlético Huracán, wo er 1992 seine Karriere beendete und dessen Trainer er zwischen 1992 und 1995 wurde.

## Trainer

### Anfänge als Vereinstrainer
Von 1995 bis 1997 war er Trainer bei Club Atlético Lanús. 1996 gewann er mit Lanús den Copa Conmebol (vergleichbar mit dem UEFA-Pokal). 1997 übernahm er den Trainerposten bei RCD Mallorca, mit dem er 1998 den Supercopa de España gewann.

### Zweimaliger CL-Finalist mit Valencia
1999 wurde er Trainer beim FC Valencia, mit dem er 1999 erneut den Supercopa de España holte. Zudem schaffte er mit den Spaniern zweimal den Einzug ins Finale der Champions League, beide Spiele wurden allerdings verloren – erst gegen Real Madrid mit 0:3 im Jahr 2000 und 2001 gegen den FC Bayern München mit 5:6 n. E.

### Trainer in Mailand und Rückkehr nach Spanien
Anschließend wurde er Trainer von Inter Mailand und wurde in den Saisons 2001/02 und 2002/03 jeweils Vizemeister. Nach einem durchwachsenen Saisonstart wurde er nach einer 1:3-Heimniederlage im Stadtderby gegen den AC Mailand am 4. Spieltag der Saison 2003/04 entlassen. Zur Saison 2004/05 wurde er erneut Trainer bei RCD Mallorca, welches er bis 2006 betreute.
Zur Saison 2007/08 übernahm Cúper den spanischen Klub Betis Sevilla, wurde aber bereits nach 14 Spieltagen wieder entlassen, da er mit seiner Mannschaft nur zwei Ligaspiele gewinnen konnte und auf dem vorletzten Tabellenplatz stand.

### Rückkehr in die Serie A
Am 11. März 2008 wurde er neuer Trainer des FC Parma in der italienischen Serie A, wo er allerdings einen Spieltag vor Ende der Saison nach zwei Siegen, drei Unentschieden und fünf Niederlagen am 12. Mai wieder entlassen wurde.

### Nationaltrainer Georgiens
Von August 2008 bis zum 2. November 2009 trainierte er das georgische Nationalteam. In dieser Zeit gelang dem Team kein Sieg und es wurde mit drei Punkten aus zehn Spielen letzter der WM-Qualifikationsgruppe.

### Wieder Vereinstrainer
Seit dem 3. November 2009 war er beim griechischen Erstligisten Aris Saloniki angestellt. In der Saison 2011/12 war er Trainer beim spanischen Erstligisten Racing Santander, bis er am 29. November 2011 von seinem Traineramt zurücktrat.
Seit der Winterpause 2011/2012 trainierte Cúper den türkischen Erstligisten Orduspor. Anfang April 2013 verließ er diesen Verein, nachdem er mit dem Verein gegen Saisonende immer mehr in die Abstiegsplätze gerutscht war.
Am 14. November 2013 übernahm Cúper den Spitzen-Klub Al-Wasl FC aus den Vereinigten Arabischen Emiraten, den er bis 2015 trainierte.

### Nationaltrainer Ägyptens
2015 wechselte er zum Nationalteam von Ägypten, mit dem er sich für die Fußball-Weltmeisterschaft 2018 qualifizierte, dort jedoch in der Vorrunde nach drei Niederlagen ohne Punktgewinn ausschied. In der Folge wurde er vom ägyptischen Verband entlassen.

### Nationaltrainer DR Kongo
Im Mai 2021 übernahm er das Traineramt der Demokratischen Republik Kongo. Mit dem Team erreichte er die letzte Runde der afrikanischen Weltmeisterschaftsqualifikation, in der es 2:5 gegen Marokko verlor. Nach zwei Niederlagen in der Qualifikation zum Afrika-Cup 2024 wurde er im Juni 2022 als Trainer entlassen.